# Žanna Šubenok
Žanna Viktorovna Dolgačëva, coniugata Šubenok (in russo Жанна Викторовна Долгачёва-Шубенок?, in bielorusso Жанна Віктараўна Долгачёва-Шубянок?, Žanna Viktaraŭna Dolhačëva-Šubjanok; 13 novembre 1970), è un'ex pentatleta bielorussa.

## Palmarès
In carriera ha conseguito i seguenti risultati:
- Mondiali:

Per la  Bielorussia
Budapest 1992: argento nel pentathlon moderno individuale.
Sheffield 1994: argento nel pentathlon moderno individuale.
Basilea 1995: argento nel pentathlon moderno individuale.
Siena 1996: oro nel pentathlon moderno individuale.
Budapest 1999: bronzo nel pentathlon moderno staffetta a squadre.
Pesaro 2000: bronzo nel pentathlon moderno staffetta a squadre.
- Europei

Per la  Unione Sovietica
Sofia 1991: oro nel pentathlon moderno individuale.
Sofia 1991: oro nel pentathlon moderno a squadre.
Per la  Bielorussia
Varsavia 1998: oro nel pentathlon moderno staffetta a squadre.
Tampere 1999: oro nel pentathlon moderno individuale.
Sofia 2001: argento nel pentathlon moderno staffetta a squadre.
Sofia 2001: argento nel pentathlon moderno   a squadre.
Sofia 2001: bronzo nel pentathlon moderno  individuale.